# Daniel Rossi
Daniel Rossi (nacido el 4 de enero de 1981) es un exfutbolista brasileño que se desempeñaba como centrocampista.
Jugó para clubes como el São Paulo, Kawasaki Frontale, Avaí, Rio Claro, Sigma Olomouc y Jablonec.

## Trayectoria

### Clubes
| Club              | País            | Año         |
| ----------------- | --------------- | ----------- |
| São Paulo         | Brasil          | 1996 - 2000 |
| Kawasaki Frontale | Japón           | 2000        |
| Avaí              | Brasil          | 2003        |
| São Paulo         | Brasil          | 2004 - 2006 |
| Rio Claro         | Brasil          | 2007        |
| Sigma Olomouc     | República Checa | 2007 - 2012 |
| Jablonec          | República Checa | 2013 - 2016 |